# Anna Visigalli
Anna Visigalli (24 febbraio 1981) è un'ex altista italiana.

## Biografia
È stata 4 volte campionessa italiana assoluta in questa specialità, due volte all'aperto e due volte al coperto. Il suo più importante risultato a livello internazionale lo ha raggiunto nel 2001, quando conquistò la medaglia di bronzo ai Giochi del Mediterraneo di Tunisi.
Nel 2006 si è ritirata dall'attività atletica a causa di un problema al ginocchio..

## Progressione

### Salto in alto
| Stagione | Misura | Luogo      | Data      | Rank. Mond. |
| -------- | ------ | ---------- | --------- | ----------- |
| 2005     | 1,82 m | Cesenatico | 10-6-2005 |             |
| 2004     | 1,89 m | Pescara    | 26-6-2004 |             |
| 2003     | 1,86 m | Rieti      | 2-8-2003  |             |
| 2002     | 1,85 m | Viareggio  | 20-7-2002 |             |
| 2001     | 1,87 m | Mezzano    | 20-8-2001 |             |
| 2000     | 1,83 m | Riesa      | 23-9-2000 |             |
| 1999     | 1,78 m | Fiuggi     | 17-7-1999 |             |

### Salto in alto indoor
| Stagione | Misura | Luogo  | Data      | Rank. Mond. |
| -------- | ------ | ------ | --------- | ----------- |
| 2005/06  | 1,78 m | Dessau | 21-1-2006 |             |
| 2004/05  | 1,88 m | Ancona | 19-2-2005 |             |
| 2003/04  | 1,86 m | Genova | 21-2-2004 |             |
| 2002/03  | 1,78 m | Ancona | 1-2-2003  |             |
| 2001/02  | 1,85 m | Genova | 10-2-2002 |             |
| 2000/01  | 1,90 m | Ancona | 3-2-2001  |             |
| 1999/00  | 1,82 m | Genova | 12-2-2000 |             |

## Palmarès
| Anno | Manifestazione          | Sede      | Evento        | Risultato | Prestazione | Note |
| ---- | ----------------------- | --------- | ------------- | --------- | ----------- | ---- |
| 2001 | Europei U23             | Amsterdam | Salto in alto | 16ª (q)   | 1,81 m      |      |
| 2001 | Giochi del Mediterraneo | Tunisi    | Salto in alto | Bronzo    | 1,87 m      | =    |
| 2005 | Europei indoor          | Madrid    | Salto in alto | 14ª (q)   | 1,83 m      |      |

## Campionati nazionali
- 2 volte campionessa nazionale assoluta del salto in alto (2002, 2004)
- 2 volte campionessa nazionale assoluta del salto in alto indoor (2002, 2005)

2002
- Oro ai campionati italiani assoluti indoor (Genova), salto in alto - 1,84 m
- Oro ai campionati italiani assoluti (Viareggio), salto in alto - 1,85 m

2004
- Oro ai campionati italiani assoluti (Firenze), salto in alto - 1,88 m

2005
- Oro ai campionati italiani assoluti indoor (Ancona), salto in alto - 1,88 m